# Morašice (powiat Pardubice)
Morašice – miejscowość i gmina (obec) w Czechach, w kraju pardubickim, w powiecie Pardubice. W 2022 roku liczyła 93 mieszkańców.